# رانیلوویچ
رانیلوویچ (به صربی: Ranilović) یک منطقهٔ مسکونی در صربستان است که در آرانجلوواس واقع شده‌است. رانیلوویچ ۱٬۶۸۵ نفر جمعیت دارد.